# Trichostomum tortuosum
Trichostomum tortuosum là một loài Rêu trong họ Pottiaceae. Loài này được (Hedw.) Dixon miêu tả khoa học đầu tiên năm 1896.